# Jesse Rufus Fears
Jesse Rufus Fears (nascido em 1945), foi um historiador americano, estudioso, professor e autor sobre os temas de história antiga, a história da liberdade, e lições de história. Ele é mais conhecido por suas muitas palestras para a "The Teaching Company".